# REDMAP

Illustration du gerrymandering, technique dont ont été accusés les Républicains pour redécouper les circonscriptions électorales en leur faveur par le biais de REDMAP.

REDMAP (abréviation de Redistricting Majority Project) est un projet du Republican State Leadership Committee visant à accroître le contrôle des Républicains sur les sièges du Congrès des États-Unis ainsi que sur les législateurs des États, en grande partie par le biais du redécoupage des circonscriptions électorales. Le projet aurait fait un usage efficace du « gerrymandering », en s'appuyant sur un logiciel de cartographie inconnu jusqu'alors, tel que Maptitude, pour améliorer la précision avec laquelle les limites des circonscriptions sont tracées de manière stratégique. La stratégie était axée sur les États à majorité démocrate comme la Pennsylvanie, l'Ohio, le Michigan, la Caroline du Nord et le Wisconsin, mais qui pouvaient basculer en faveur des Républicains grâce à un judicieux redécoupage des circonscriptions. Le projet a été lancé en 2010 et son coût pour le Parti républicain est estimé à environ 30 millions de dollars.